# Qatar Open 1987
Die Qatar Open 1987 im Badminton fanden an mehreren Spieltagen vom 24. November bis zum 15. Dezember 1987 statt. Es war die 16. Auflage des Championats.

## Finalresultate
| Disziplin    | Sieger                            | Finalist                               | Ergebnis           |
| ------------ | --------------------------------- | -------------------------------------- | ------------------ |
| Herreneinzel | George Thomas                     | Mohanen Prema                          | 8–15, 15–11, 18–17 |
| Dameneinzel  | Aparna Deshpande                  | Christine Mctavish                     | 11–2, 11–1         |
| Herrendoppel | Riaz Jafar Natiq Mohammad Afzal   | T. A. Fernandes Shakeel A. Khan        | w.o                |
| Damendoppel  | Aparna Deshpande Elizabeth Thomas | Rosemary Thankachen Christine Mctavish | 18–13, 15–7        |
| Mixed        | Siddiq Ahmed Dar Aparna Deshpande | M. K. Joseph Jane Brown                | 7–15, 15–10, 15–10 |